# Gesamtministerium Fabrice
Das Gesamtministerium Fabrice bildete vom 1. November 1876 bis 25. März 1891 die von König Albert berufene Landesregierung des Königreiches Sachsen. 
| Amt                                                                      | Name |
| ------------------------------------------------------------------------ | --- |
| Vorsitzender des Gesamtministeriums, Krieg, Äußeres (ab 4. Februar 1882) | Alfred von Fabrice                                                                                           |
| Äußeres                                                                  | Hermann von Nostitz-Wallwitz, 1. November 1876 – 4. Februar 1882                                             |
| Inneres                                                                  | Hermann von Nostitz-Wallwitz, 1. November 1876 – Januar 1891 Georg von Metzsch, ab Januar 1891               |
| Justiz                                                                   | Christian Wilhelm Ludwig von Abeken, 1. November 1876 – 15. Oktober 1890 Rudolf Schurig, ab 15. Oktober 1890 |
| Finanzen                                                                 | Leonce von Könneritz, 1. November 1876 – 20. Januar 1890 Hans von Thümmel, ab Januar od. März 1890           |
| Kultus und öffentlicher Unterricht                                       | Karl von Gerber                                                                                              |